# Nadia Ali (deportista)
Nadia Ali (27 de julio de 1974) es una deportista egipcia que compitió en levantamiento de potencia adaptado. Ganó tres medallas de bronce  en los Juegos Paralímpicos de Verano entre los años 2000 y 2024.

## Palmarés internacional
| Juegos Paralímpicos | Juegos Paralímpicos | Juegos Paralímpicos | Juegos Paralímpicos |
| Año                 | Lugar               | Medalla             | Categoría           |
| ------------------- | ------------------- | ------------------- | ------------------- |
| 2000                | Sídney (Australia)  | Medalla de bronce   | –67,5 kg            |
| 2008                | Pekín (China)       | Medalla de bronce   | +82,5 kg            |
| 2024                | París (Francia)     | Medalla de bronce   | +86 kg              |